# Peromyscus stephani
Peromyscus stephani är en däggdjursart som beskrevs av Townsend 1912. Peromyscus stephani ingår i släktet hjortråttor och familjen hamsterartade gnagare. Inga underarter finns listade i Catalogue of Life. Arten är nära släkt med Peromyscus boylii.
Exemplaren blir med svans 195 till 207 mm långa, svanslängden är 100 till 124 mm och vikten ligger vid 16 till 25 g. Arten har 18 till 22 mm långa bakfötter och 16 till 20 mm stora öron. Pälsen på ovansidan har en gulbrun färg med gråa nyanser och undersidan samt fötterna är vita. Svansens färg motsvarar ovansidans färg. Typiskt är de långa fötterna.
Denna gnagare förekommer endemisk på ön Isla San Esteban i Californiaviken (Mexiko). Landskapet är en öken med några buskar och annan glest fördelad växtlighet. Ön ligger upp till 540 meter över havet. Födan utgörs av gröna växtdelar, frukter, blommor och insekter.
Beståndet hotas av introducerade fiender som katter och konkurrenter som svartråttan. IUCN kategoriserar arten globalt som akut hotad.